# 甲状腺毒症
甲状腺毒症（thyrotoxicosis）是指体内甲状腺激素对组织的作用出现异常增高，继而引起神经、循环、消化等系统兴奋性过高以及新陈代谢亢进等表现的临床综合征。导致甲状腺激素效应增高的最常见原因是甲状腺激素水平增高。甲状腺激素包括T4和T3，大部分甲状腺毒症患者体内两种物质均有不同程度的升高，少数仅有T3升高，称为“T3型甲状腺毒症”（T3 toxicosis）。T3型甲状腺毒症可能是疾病的早期，或者甲状腺自主功能结节所致。
甲状腺功能亢进症（hyperthyroidism）简称甲亢，指的是甲状腺激素合成和释放功能异常增强，是导致甲状腺毒症的其中一种原因。

## 病因

### 甲状腺功能亢进
甲状腺自身产生过多的甲状腺激素，如：
- 垂体TSH腺瘤
- 妊娠滋养细胞疾病：产生过多hCG，而hCG具有TSH样作用。
- 副瘤综合征：恶性肿瘤细胞产生异位TSH。
- 碘致甲状腺功能亢进症
- 弥漫性毒性甲状腺肿（Graves病）：最常见，约占60％～90％[3]。
- 多结节性毒性甲状腺肿
- 桥本甲状腺毒症
- 新生儿甲状腺功能亢进症
- 妊娠一过性甲状腺毒症
- 甲状腺自主高功能腺瘤（Plummer病）
- 滤泡状甲状腺癌

### 非甲状腺功能亢进

#### 非甲状腺来源的甲状腺激素增多
- 异位甲状腺激素生成过多：如卵巢甲状腺肿。
- 服用过多的甲状腺激素

#### 甲状腺破坏导致甲状腺激素释放过多
- 无症状性甲状腺炎
- 亚急性甲状腺炎
- 桥本甲状腺炎
- 产后甲状腺炎

## 临床表现
甲状腺激素水平与临床表现之间无显著正相关关系，相反，临床表现的程度与年龄有明显的负相关，因此，评估病情轻重时需要注意年龄的影响。此外，临床和亚临床甲状腺毒症可有相同类型的临床表现，只不过程度不同。

### 典型表现
- 神经肌肉系统：话多、好动、精神不集中、焦虑、易怒、失眠、肌肉震颤。可有甲状腺毒性周期性瘫痪、甲亢性肌病。
- 循环系统：心动过速、第一心音亢进，收缩压升高、舒张压降低、脉压差增大。可诱发甲状腺毒症性心脏病。超声心动图测定肺血管压力，发现49％的患者存在肺循环高压（pulmonary hypertension），其中，71％为肺动脉高压（pulmonary artery hypertension），29％为肺静脉高压（pulmonary venous hypertension）[4]。
- 消化系统：胃肠蠕动加快。偶有肝损害。
- 生殖系统：男性可有阳痿，偶有男性乳腺发育。女性月经减少或闭经。
- 骨骼：骨质疏松。
- 高代谢综合征：怕热、多汗、多食、易饥、消瘦。

### 甲状腺危象
甲状腺危象（thyroid crisis）又名甲状腺风暴（thyroid storm），是指甲状腺毒症的急性加重。常见于甲状腺毒症重症或治疗不充分的患者，死亡率高达20％以上，死因多为高热虚脱、心力衰竭、肺水肿、水电解质紊乱。确诊者需紧急处理；鉴别有困难时，应按甲状腺危象处理。发生机制可能有甲状腺激素释放增加、甲状腺素结合球蛋白减少导致游离激素水平增加、肾上腺能活力增强、机体对高水平甲状腺激素的适应能力缺失等。
- 诱因：精神刺激、创伤、感染、手术、糖尿病酮症酸中毒、子痫前期等。
- 神经肌肉系统：烦躁、谵妄、昏迷、显著肌肉无力。
- 循环系统：心动过速，心室率常高于140次/分，心力衰竭、休克。
- 消化系统：恶心、呕吐、腹痛、腹泻，可有黄疸。
- 新陈代谢：高热、大汗。与疾病程度不相称的高热是本病的特点，也是与重症甲状腺毒症鉴别的要点。
- 不能依据辅助检查判断是否存在甲状腺危象。

| 标准                              | 分数              | 标准              | 分数              |
| --------------------------------- | ----------------- | ----------------- | ----------------- |
| 体温（℃）                         | 体温（℃）         | 心血管系统        | 心血管系统        |
| 37.2～37.7                        | 5                 | 心动过速（次/分） | 心动过速（次/分） |
| 37.8～38.2                        | 10                | 100～109          | 5                 |
| 38.3～38.8                        | 15                | 110～119          | 10                |
| 38.9～39.4                        | 20                | 120～129          | 15                |
| 39.5～39.9                        | 25                | 130～139          | 20                |
| ≥40                               | 30                | ≥140              | 25                |
| 胃肠/肝脏功能紊乱                 | 胃肠/肝脏功能紊乱 | 心房颤动          | 心房颤动          |
| 无                                | 0                 | 无                | 0                 |
| 恶心、呕吐、腹泻、腹痛            | 10                | 有                | 10                |
| 黄疸                              | 20                | 心力衰竭          | 心力衰竭          |
| 中枢神经系统紊乱                  | 中枢神经系统紊乱  | 无                | 0                 |
| 无                                | 0                 | 轻度              | 5                 |
| 兴奋（agitation）                 | 10                | 中度              | 10                |
| 谵妄、精神错乱（psychosis）、嗜睡 | 20                | 重度              | 20                |
| 惊厥、昏迷                        | 30                | 总分              | 解释              |
| precipitant史                     | precipitant史     | ＞45              | 已发生危象        |
| 阳性                              | 0                 | 25～44            | 即将发生危象      |
| 阴性                              | 10                | ＜25              | 危象可能性小      |

### 淡漠型
多见于老年人，多累及单个器官系统，常见表现有：乏力、抑郁、神志淡漠、痴呆、房颤、晕厥、心力衰竭。

### 原发病表现
因原发病而异，如Graves病时可有甲状腺弥漫性、对称性肿大，可有眼征等；亚急性甲状腺炎时可有甲状腺疼痛等。

## 辅助检查

### 确定存在甲状腺毒症的检查
- 甲状腺激素水平上升：T4和/或T3水平升高，可明确存在甲状腺毒症。受测定技术所限，目前测定的游离甲状腺激素水平实际是估测值[2]；如果患者不存在影响甲状腺素结合蛋白的因素，那么总T4和总T3的测定精度、稳定性和重复性优于游离T4和游离T3；如果合并影响甲状腺素结合蛋白的因素，则参考游离T4和游离T3[5]。
- TSH测定：甲状腺激素水平正常，而TSH水平下降者，应考虑亚临床甲亢或危重患者合并甲亢[1]。亚临床甲亢患者“可以”出现甲状腺毒症的临床表现[2]（而一般“亚临床”一词指的是疾病很轻微，尚没有临床表现）。TSH正常，而甲状腺激素水平增高，应首先注意有无干扰因素存在；如果患者没有明确的甲状腺毒症表现，则可称为“甲状腺功能正常的高甲状腺激素血症”（euthyroid hyperthyroxinemia）。最常见的形式是TSH正常，而总T4和/或总T3升高，见于甲状腺素结合球蛋白、甲状腺素结合前白蛋白水平升高，偶尔见于白蛋白结构异常（出现和甲状腺激素高结合力的位点）。由于目前所测定的游离激素水平实际为估测值，因此，在上述情况下，游离激素水平也可能升高[2]。

### 协助病因诊断的检查
- 甲状腺放射性核素扫描：Graves病时可见甲状腺成像均匀增强。多结节性毒性甲状腺肿时核素分布不均匀，增强区和减弱区灶性分布。甲状腺自主高功能腺瘤则在腺瘤处出现核素富集，呈热结节，其余区域因受负反馈抑制而成冷结节。近1～2个月内摄碘过多（如应用含碘造影剂、胺碘酮、食用海产品等），可能导致假性摄取下降；如未能追问到相应病史，或者病史有矛盾，可检查尿碘浓度[2]。

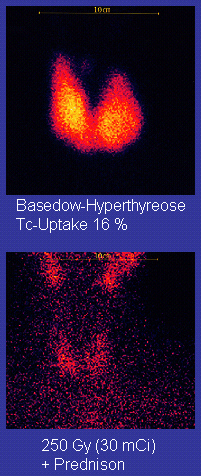
上图为Graves病患者的甲状腺放射性核素扫描图像，可见甲状腺摄取核素均匀增强。下图为同一患者经^{131}I治疗后复查的情况，可见甲状腺摄取核素明显减弱。

- 甲状腺超声检查：在放射性核素检查受限制时，可借助血流增快间接推断甲状腺功能亢进[2]。
- TSH受体抗体（TRAb）测定：高滴度则支持Graves病的诊断[2]。
- 总T3/总T4比值（ng/mg）：由于甲状腺功能亢进时，T3在甲状腺内的合成和释放明显增加，比值常大于20；而破坏性甲状腺炎时，此比值常常小于20[2]。

## 治疗
主要是根据不同病因，采取相应的治疗。
各种原因引起的甲状腺毒症均应考虑应用β阻滞药降低交感兴奋性；对于静息心率>90次/分、存在心血管疾病或者老年患者尤应考虑。
注意检查甲状腺毒症的各种并发症（如甲状腺毒症性心脏病）或合并症（如冠心病），并给予相应处理。

### 甲状腺危象的治疗
- 治疗诱因。
- 抑制甲状腺激素合成：首选起效快的丙硫氧嘧啶，并可以抑制T4在外周转化为生理活性更强的T3。
- 抑制甲状腺激素释放：首选碘剂，应在抗甲状腺药治疗1小时后给予[2]。碘剂过敏者可改用碳酸锂。
- 控制交感兴奋：普萘洛尔，兼有抑制T4转化为T3的作用。心力衰竭者，可在洋地黄制剂控制心衰后，在密切观察下使用普萘洛尔。
- 控制肾上腺皮质功能不全：氢化可的松，尚有抑制甲状腺激素释放和T4外周转化的作用。次选地塞米松[2]。
- 支持治疗：物理降温，必要时冬眠疗法，维持水电解质平衡，氧疗等。
- 效果不理想时，还可以考虑血浆置换、血液透析、腹膜透析等血液净化治疗降低甲状腺激素水平。